# Gare d'Anvers-Est
Pour les articles homonymes, voir Gare d'Anvers-Est (homonymie).
La gare d'Anvers-Est (en néerlandais station Antwerpen-Oost), est une gare ferroviaire belge (fermée) des lignes 12 d'Anvers-Central – frontière néerlandaise (Roosendael) et 27A Anvers (Y Liersesteenweg) à Port d'Anvers, située sur le territoire de la ville d'Anvers, dans la Province d'Anvers.

## Situation ferroviaire
Établie à environ 10 mètres d'altitude, la gare fermée d'Anvers-Est est situé au point kilométrique (PK) 2,3 de la ligne 12 d'Anvers-Central – frontière néerlandaise (Roosendael), entre les gares d'Anvers-Central et de Borgerhout (fermée).

## Histoire
La « station Borgerhout » est mise en service le 1er janvier 1873.

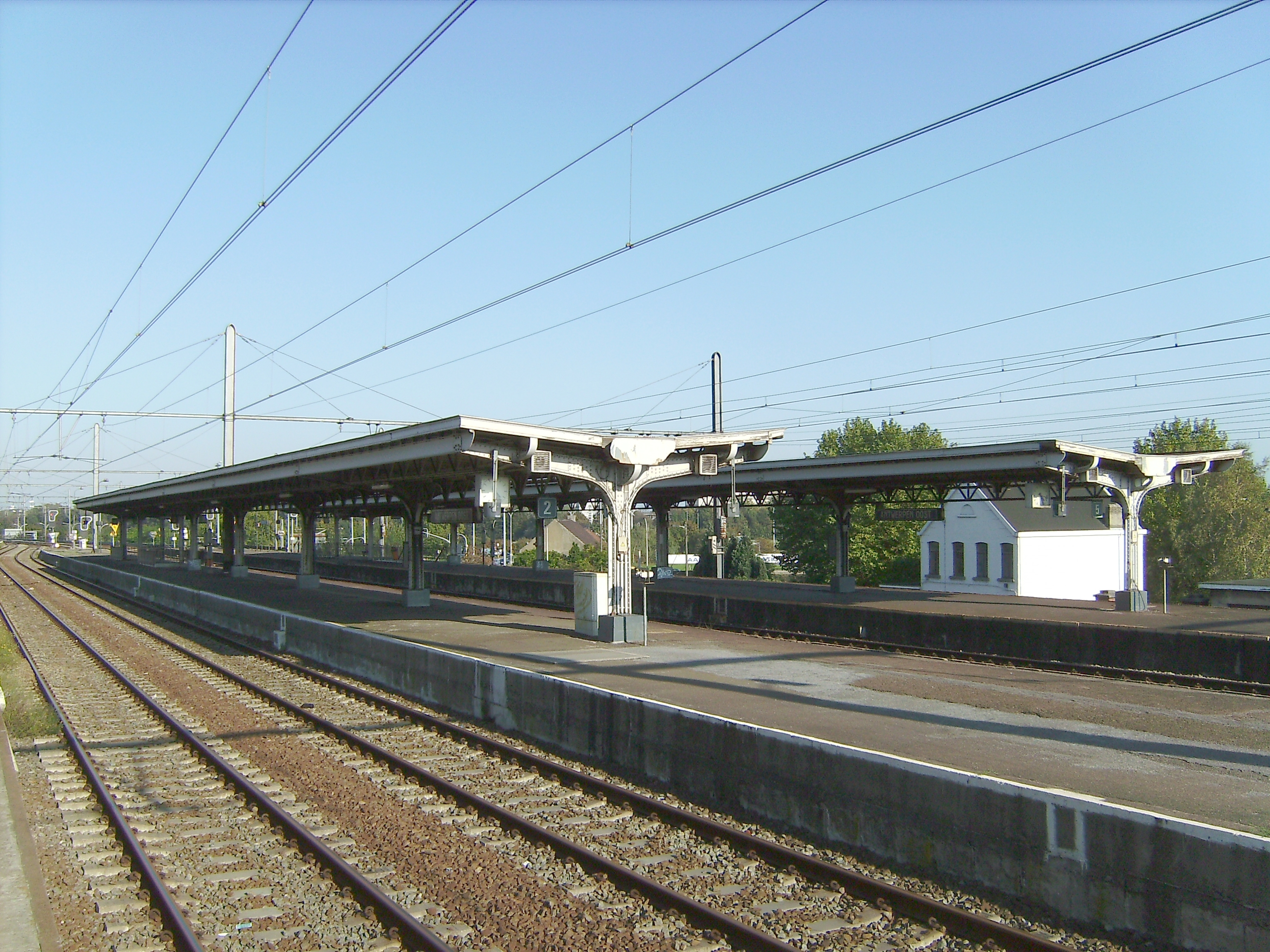
Les quais fermés (2007).

- Elle est renommée « station Anvers-Est » en 1905[3].
- Un premier bâtiment conçu en 1929 est ouvert en 1930[3].
- Un nouveau bâtiment remplace le précédent en 1960[3].

En 2007, la mise en service du tunnel de jonction d'Anvers (nl)(dont la sortie se trouve contre le bâtiment de la gare) fit perdre à Anvers-Dam son trafic de transit ; des trains omnibus furent maintenus en service sur cette ligne jusqu'au 10 décembre 2011. Depuis, la gare d'Anvers-Est, et celle d'Anvers-Dam sont désaffectées.